# Нижний Карзман
Нижний Карзман (осет. Дæллаг Карзман, груз. ქვემო ქარზმანი — Квемо-Карзмани) — село в Закавказье, расположено в Дзауском районе Южной Осетии, фактически контролирующей его; согласно юрисдикции Грузии — в Сачхерском муниципалитете края Имеретия.
Село находится на крайнем западе Дзауского района Южной Осетии на реке Квирила, к востоку от села Переви (Переу).

## Население
Село было населено в основном осетинами, а также грузинами.. По данным переписи 2015 года население в селе отсутствует.